# التنظيم الإداري في الدولة الصفوية

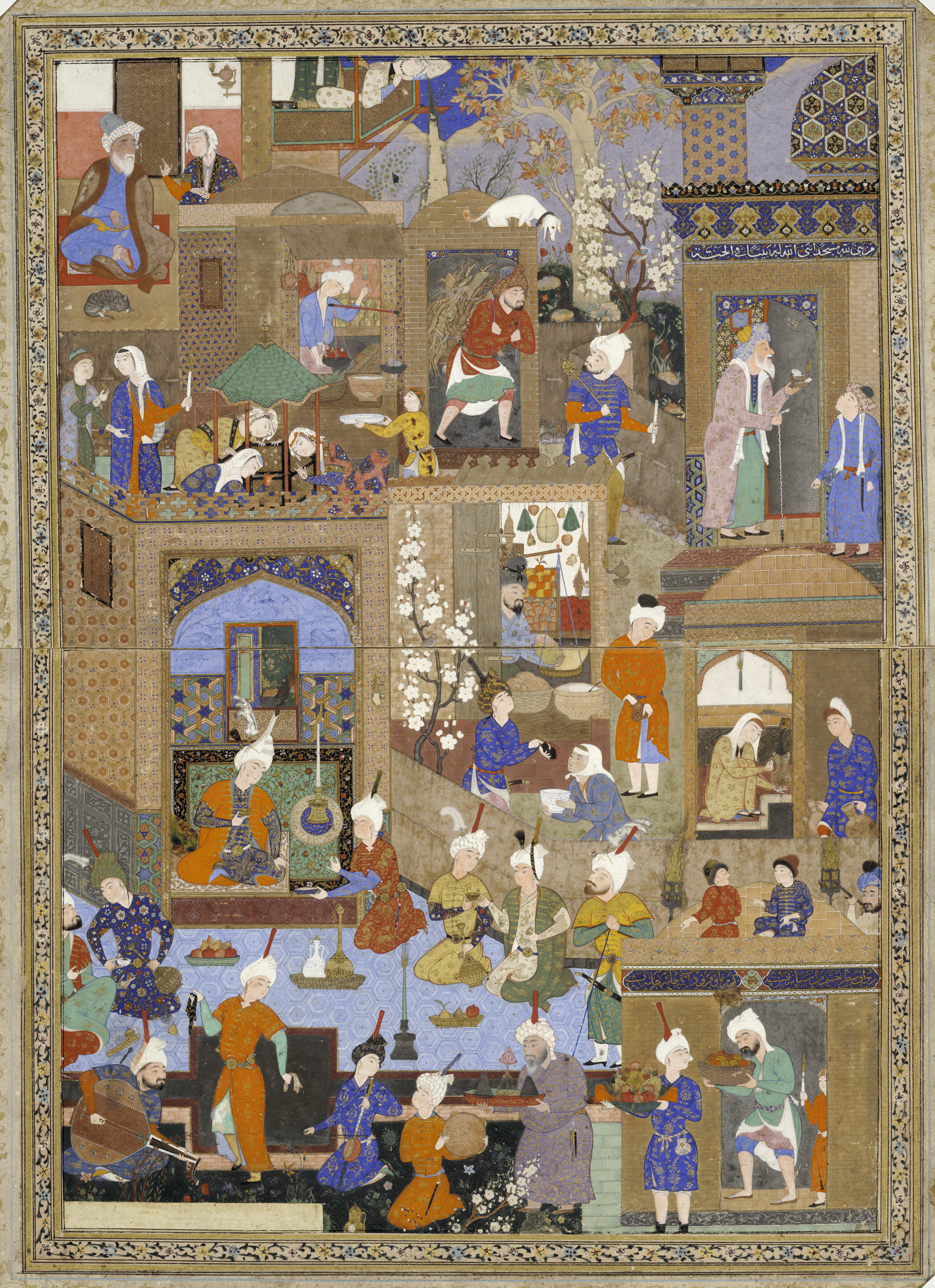
مُنمنمة فارسيَّة مُركَّبة للفنان «مير سيد علي» تُظهر أطياف المُجتمع في الديار الصفويَّة.

كانت الدَّولة الصفويَّة إمبراطوريَّة قائمةً على «الضوابط والتوازنات» وقد تكوَّن النظام الصفوي من جهازين إداريِّين: جهاز إداري مركزي وجهاز إداري محلي، وكان الشاهنشاه يقبع في قمَّة هذا النظام. وقد وضِعَت منظومة مُعقَّدة من البيروقراطيَّة والإجراءات الإداريَّة تحت ضغط الرقابة الشاهنشاهيَّة لمنع الاحتيال، ولمَّا كان المُجتمع الصفوي قائمًا على الجدارة والتنافُس فقد كانت المكاتب الحُكُوميَّة حريصة على العمل لخدمة الأمَّة وتقديم المصلحة العامَّة على المصالح الذاتيَّة.